# Dicranomyia (Nealexandriaria) injucunda
Dicranomyia (Nealexandriaria) injucunda is een tweevleugelige uit de familie steltmuggen (Limoniidae). De soort komt voor in het Oriëntaals gebied.